# 万家码头站
万家码头站，位于天津市滨海新区中塘镇的天津南环铁路的工业编组站。

## 技术概况
万家码头站连接李港铁路、黄万铁路、天津南港铁路和四条专用线（大港电厂、石化专线线、玻璃厂专用线、石化（乙烯）专用线）。站内既有23股道，80组道岔，平均日接送车辆达600多辆。

## 历史
随着大港油田开发，1974年至1976年修建了李港铁路。1983年9月由铁道部划归天津市地方铁路局。其中万家码头站为工业编组站，年货运量达270万吨。1992年由于大港电厂扩建，包括万家码头站扩建改造在内的“李港铁路技术改造工程”。
作为天津铁路枢纽西南环线扩能改造工程，2016年5月1日开始至7月30日万家码头站封锁改造施工。